# Wolf von Gemmingen
Wolf von Gemmingen (* um 1479; † 14. Februar 1555 in Gemmingen) war, zusammen mit seinen Brüdern Dietrich († 1526) und Philipp († 1544), bedeutend für die Reformation im Kraichgau. Ab 1521 versuchte er, den altgläubigen Pfarrer im Dorf durch seinen reformatorischen Prediger zu ersetzen, und er scheute nicht den Streit mit dem Domkapitel in Speyer.

## Leben

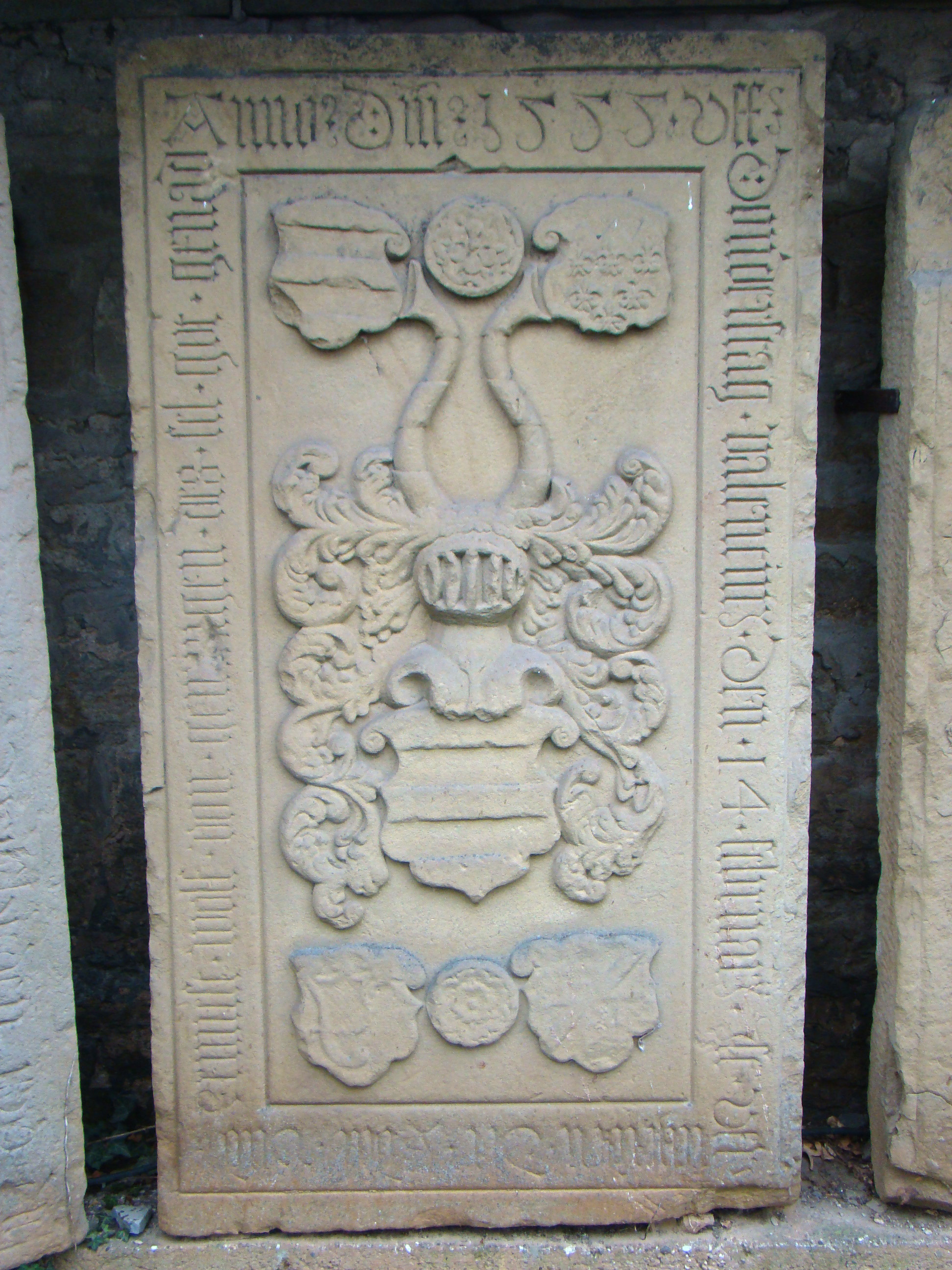
Grabplatte des Wolf von Gemmingen († 1555) beim Unterschloss in Gemmingen

Wolf von Gemmingen war ein Sohn des Pleikard von Gemmingen und der Anna Kämmerer von Worms genannt von Dalberg. 1504 nahm er in Stuttgart an Feierlichkeiten Herzog Ulrichs teil. 1518 teilte er mit den Brüdern das elterliche Erbe. Wolf bekam den Anteil seiner Familie am Dorf Gemmingen, dem alten Stammsitz des Geschlechts, den er mit den Mitgliedern anderer Linien teilen musste. Er erhielt das Unter- und das Oberschloss mit allen Herrschaftsrechten und Nutzungen, dazu Erträge aus Eigentum, Pfandbesitz und Rechten in zehn weiteren Dörfern. Wolf war Grundherr in Gemmingen, Kleingartach, Niederhofen und Stetten am Heuchelberg. Der jährliche Ertrag aus seinem Erbe betrug, wie bei seinen Brüdern, etwa 1300 Gulden.
Wolf heiratete 1520 Anna Marschall von Ostheim aus einem alten fränkischen Adelsgeschlecht. Im Gefolge Kurfürst Ludwigs von der Pfalz erlebte er Martin Luther 1521 auf dem Reichstag zu Worms. 1521 gründete er in Gemmingen eine Lateinschule, die von den Söhnen des Kraichgauer Adels besucht wurde, aber auch von Bürgerlichen aus der Umgebung. Von 1521 bis 1523 versah sein Prediger in Gemmingen den Pfarrdienst. Im Herbst 1525 korrespondierte er in der Abendmahlsfrage mit den Predigern in Straßburg. Nach langjährigem Streit mit dem Domkapitel in Speyer bestellte er 1531 einen evangelischen Pfarrer. 1532 war Martin Bucer in Gemmingen, um Wolf über die Verhandlung mit den lutherischen Theologen zu informieren. 
1551 übergab ihm Hans von Gemmingen († 1552), der letzte noch lebende männliche Angehörige der Gemminger Familienlinie der Velscher, deren württembergische Lehen (im Wesentlichen Güter und Rechte in Gemmingen).
Wolf von Gemmingen starb 1555 in Gemmingen und wurde dort – wie sein Vater und sein Bruder Philipp – in der alten Pfarrkirche bestattet. Die Grabplatten sind erhalten und stehen heute, zusammen mit vielen anderen, an der Mauer des Gemminger Schlossgartens. Wolfs Besitz kam zum größten Teil an seinen Sohn Dietrich (1526–1587).

## Familie
Er war verheiratet mit Anna Marschall von Ostheim († 1569).
Nachkommen:
- Hans Eitel (schwachsinnig)
- Dietrich (1526–1587) ⚭ Philippina von Schwartzenburg († 1554), Anna von Neipperg (1534–1581)
- Anna Maria ⚭ Hans Göler von Ravensburg
- Sibylla ⚭ Wolf Konrad Greck von Kochendorf
- Elisabeth ⚭ Eberhard von Flörsheim
- Maria Jakobe ⚭ Christoph von Gottsard
- Pleikard (1536–1594) ⚭ Elisabeth von Nippenburg († 1581), Anna Felicitas Landschad von Steinach